# دنيس كيسي
دنيس كيسي (بالإنجليزية: Dennis Casey)‏ هو لاعب كرة قاعدة أمريكي، ولد في 30 مارس 1858 في بينغامتون في الولايات المتحدة، وتوفي بنفس المكان في 19 يناير 1909.

## وصلات خارجية
- دنيس كيسي على موقعبيزبول رفرنس.كوم (الدوري الرئيسي) (الإنجليزية)
- دنيس كيسي على موقعبيزبول رفرنس.كوم (الدوري الثانوي) (الإنجليزية)